# Georg Supersaxo
Georg Supersaxo (* um 1450; † 1529 in Vevey; auch Jörg auf der Flüe) hatte als Politiker die verschiedenen Ämter des Zehndenmeiers von Mörel, Grosskastlan von Anniviers, Landesschreiber des Wallis, Sekretär von Matthäus Schiner inne. Als Haupt der Mailändischen Partei und Volkstribun trug er die Mazze gegen Jost von Silenen nach Sitten und entwickelte sich zum Gegenspieler seines Zöglinges und späteren Bischofs Matthäus Schiner.

## Leben
Georg Supersaxo, Sohn von Bischof Walter Supersaxo, kam als Bastardensohn zur Welt. Er wurde 1478 mit Margaretha Lener auf dem Schlosse Naters vermählt. Mit ihr hatte er 23 Kinder, von denen sechs namentlich bekannt sind: Christina, welche ihn aus der Gefangenschaft in Freiburg befreite, Barbara, Franz, Stephanie, welche mit Kaspar Schiner, Neffe des Kardinal Schiner, vermählt werden sollte, Johann, Georg II. und Anselina Simplicina. Unter Supersaxos Nachfahren gab es viele, die ebenso erfolgreiche Ämter ausführten, wie einst er.

### Beziehung Schiner–Supersaxo
Supersaxo und Niklaus und Matthäus Schiner stürzten gemeinsam den Bischof Jost von Silenen. Niklaus Schiner wurde neuer Bischof und Matthäus Schiner Sekretär von Supersaxo. Da Niklaus Schiner nur eine Übergangslösung war, wurde 1499 Matthäus Schiner von Supersaxo als neuer Bischof eingesetzt. Bis dahin unterstützten sich Supersaxo und Schiner gegenseitig.

#### Doppelspiel
Im Krieg zwischen Spanien und Frankreich entwickelte sich ein erster Konflikt zwischen den beiden. Supersaxo wollte Walliser Söldner für Frankreich in den Krieg ziehen lassen, wohingegen Schiner davon abriet. Damit begann Supersaxos Doppelspiel: Er täuschte vor, ein treuer Diener des Bischofs zu sein, bezog jedoch gleichzeitig Schmiergelder Frankreichs. Ein zweiter Konflikt entstand, als Italien die Franzosen aus dem Land vertreiben wollte. Diesmal wollte Schiner Söldner für Italien in die Schlacht ziehen lassen, Supersaxo jedoch wollte ein Bündnis mit Frankreich. Aber er wurde von Schiner, der Supersaxo an Scharfsinn und Schlauheit ebenbürtig war, weiter mit wichtigen Aufgaben betraut.

#### Rebellion
1510 wollte der Papst die Franzosen aus Italien vertreiben. Mit Hilfe Schiners wollte er die Eidgenossenschaft für eine Vereinigung mit dem Heiligen Stuhl gewinnen. Gleichzeitig warb Supersaxo im Wallis für den Abschluss eines Bündnisses mit Frankreich, obwohl ihm dies von Schiner ausdrücklich verboten worden war. Als Supersaxo in Brig einen Landrat einberief, was in Abwesenheit des Bischofs nur dem Landeshauptmann erlaubt war, eilte Schiner nach Naters, um das Bündnis in letzter Minute zu verhindern. Trotz der Intervention des Bischofs stimmten aber die Zehnden Goms, Brig und Visp der Vereinigung mit Frankreich am 13. Februar 1510 zu. Schiner erklärte die Vereinigung für ungültig und verbot den Beitritt als schwere Sünde. Auf der Tagsatzung stimmten die 13 eidgenössischen Orte der päpstlichen Vereinigung am 14. März 1510 zu.
Trotzdem zogen schon bald 1000 Walliser in französische Dienste, und Supersaxo erhob am 1. April 1510 gegen die Gegner seiner Politik die Mazze.
Es gelang ihm aber nicht, die unteren Zehnden für eine Vereinigung mit Frankreich zu gewinnen. Am 11. Mai 1510 wurde Supersaxo vom Landrat in Leuk des Hochverrates schuldig gesprochen, und sein Vermögen wurde eingezogen und versteigert. Mitte Mai floh Supersaxo mit 1000 Anhängern nach Italien und trat in den Dienst Frankreichs. Daraufhin wurde er von Schiner mit dem Kirchenbann belegt.

#### Gefangenschaft
Auf der Reise von Italien an die Tagsatzung wurde Supersaxo am 22. September 1510 in Freiburg verhaftet. Um gegen seinen Todfeind Stimmung zu machen, eilte Schiner herbei. Um ihm ein Geständnis abzuzwingen, wurde Supersaxo drei Tage lang gefoltert. Die Freiburger entschieden sich, das Urteil einem Gericht zu überlassen, in dem eine Mehrheit der Mitglieder der päpstlichen Partei zugehörte. Das Schicksal Supersaxos schien besiegelt zu sein. In der Nacht vom 10./11. Januar 1511 wurde der Gefangene von seiner Frau Margarete und seiner Tochter Christine befreit. Die beiden beschafften sich einen Wachsabdruck des Gefängnisschlüssels, bestachen den Pförtner und gaben den Wärtern einen Trunk aus, der diese seelenruhig schlafen liess, während Christine zusammen mit zwei Männern ihren Vater befreite. Supersaxo floh nach Neuenburg und wurde von da an Bern ausgeliefert. Dank der Mehrheit der französischen Partei in der Stadt erlangte er im April 1511 die Freiheit wieder.

### Ämter
Georg Supersaxo hatte in seinem Leben zahlreiche Ämter inne. Im Jahre 1477 war er Zehndenmeier von Mörel. Von 1479 bis 1482 übte er das Amt des Grosskastlans von Anniviers aus. 1490 wurde ihm auch das Amt des Grosskastlans von Brig übertragen. Der Höhepunkt seiner politischen Karriere erreichte er 1494 mit der Ernennung zum Landesschreiber des Landeshauptmanns (Walliser Staatsoberhaupts) Georg Majoris. In dieser Eigenschaft führte er im Namen des Landrats diplomatische Aufträge aus. Da er seinem späteren Rivalen Matthäus Schiner Geld für die Gebühr zur Ernennung zum Bischof geliehen hatte, erhob ihn Schiner 1499 zu seinem persönlichen Sekretär.
Neben diesen offiziellen politischen Ämtern war Supersaxo das Haupt der mailändischen Partei und damit zuständig für die Verteilung der mailändischen Pensionsgelder. Zudem warb Supersaxo im Wallis Söldner für das Französische Heer an. Dies war jedoch gegen den Willen von Matthäus Schiner, der sich während des Konflikts zwischen Frankreich und Mailand auf die Seite von Mailand stellte. Durch dieses Söldnerwerben erhoffte sich Supersaxo viel Geld für sich und seine Landsleute.